# 禿堅不花
秃坚不花（?—?），即贾秃坚不花，又作贾秃坚里不花。元朝大兴县（今属北京）人。

## 生平
袭职为尚药、尚食局提点。征乃颜，在杭海击走敌军，升任同佥宣徽事。元成宗即位，担任任同知宣徽院事。元武宗即位於上都，遥授秃坚不花为平章政事，商议宣徽院事，行金复州新附军万户府达鲁花赤。至大二年（1309年），奉命出使北边犒赏诸军，升为宣慰使。元英宗时，因铁失进谗，被处死。

## 身后
后追封冀国公，谥号忠隐。

## 家族
曾祖父賈昔剌。父虎林赤。

## 延伸阅读
[在维基数据编辑]
 《新元史/卷175》，出自柯劭忞《新元史》